# GK設計集團
GK Design Group是一家日本設計公司，於1957年在日本東京創立。該公司在京都、廣島、洛杉磯、亞特蘭大、阿姆斯特丹、青岛及上海設有分公司。目前業務包括有產品設計、交通工具設計、平面設計、環境標示設計等。
GK Design Group的前身是1952年日本工業設計師榮久庵憲司和東京藝術大學教授小池岩太郎設立的兼職設計組織「小池組」，GK是其英文（Group of Koike）的簡稱。1957年GK工業設計研究所註冊成立。該公司是日本成立最早的設計公司之一,客戶群廣泛分佈在兩輪交通工具，軌道交通，家用電器，工業設備，快消品等。其代表設計作品有龜甲萬桌上醬油瓶，山葉VMAX，JR東日本E259系電力動車組，日本中央競馬會徽等。目前GK Design Group的執行長是田中一雄。

## 主要作品
- 餐桌用醬油瓶（1960年）：1993年獲頒優良設計獎
- 重庆轨道交通的各类车站内外设施标识（2012年）
- 山葉摩托車VMAX
- JR東日本E259系電力動車組（「成田特快」）
- 日本中央競馬會徽

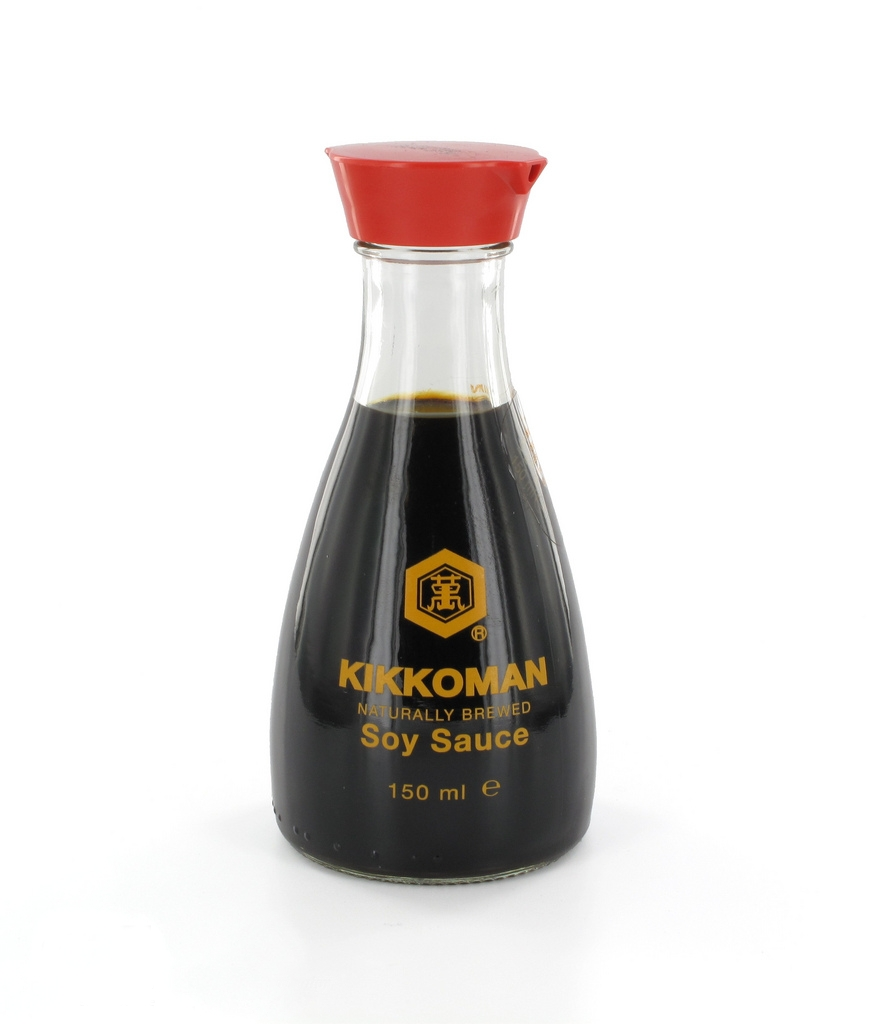
龜甲萬餐桌用醬油瓶
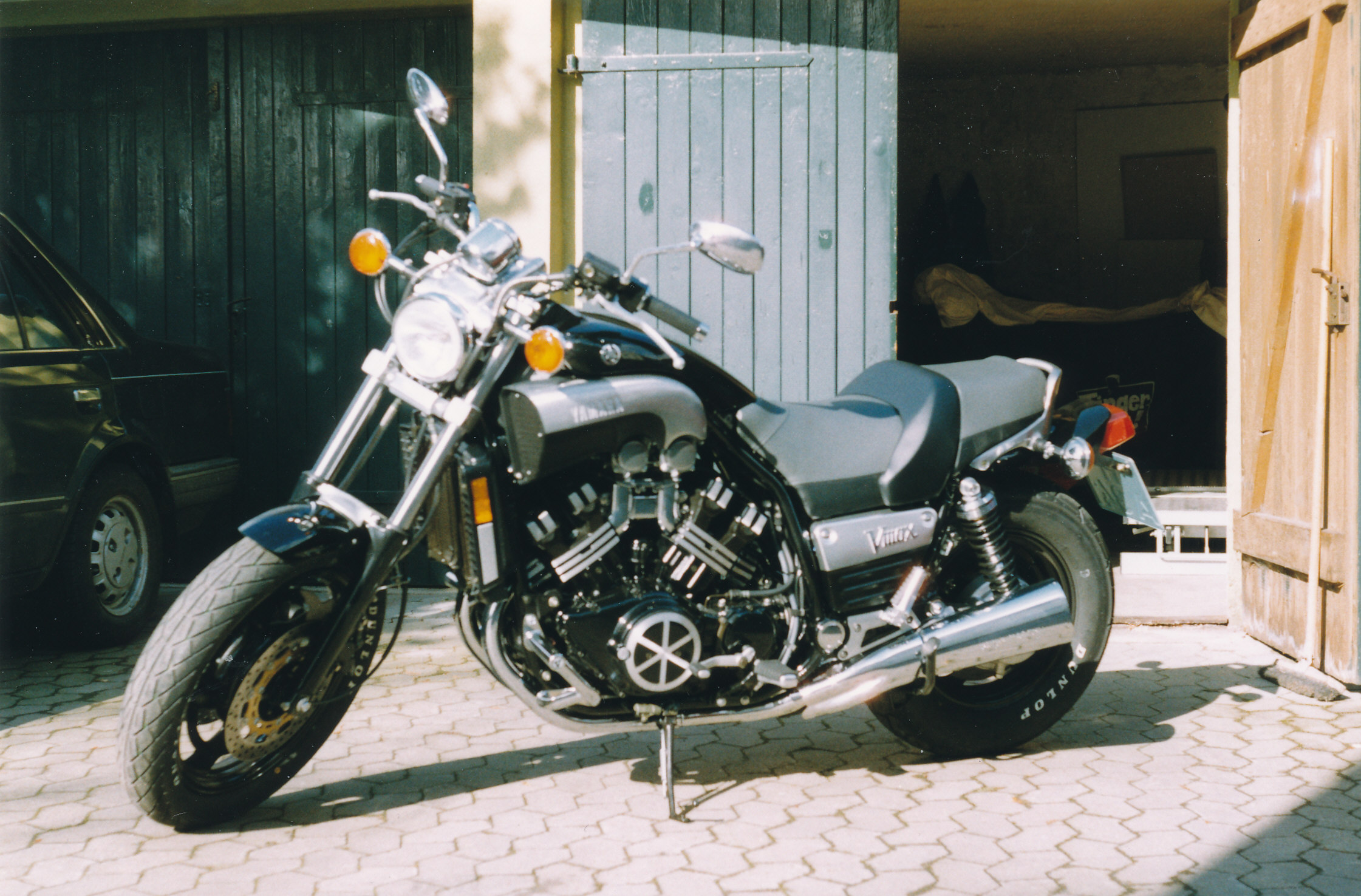
山葉VMAX
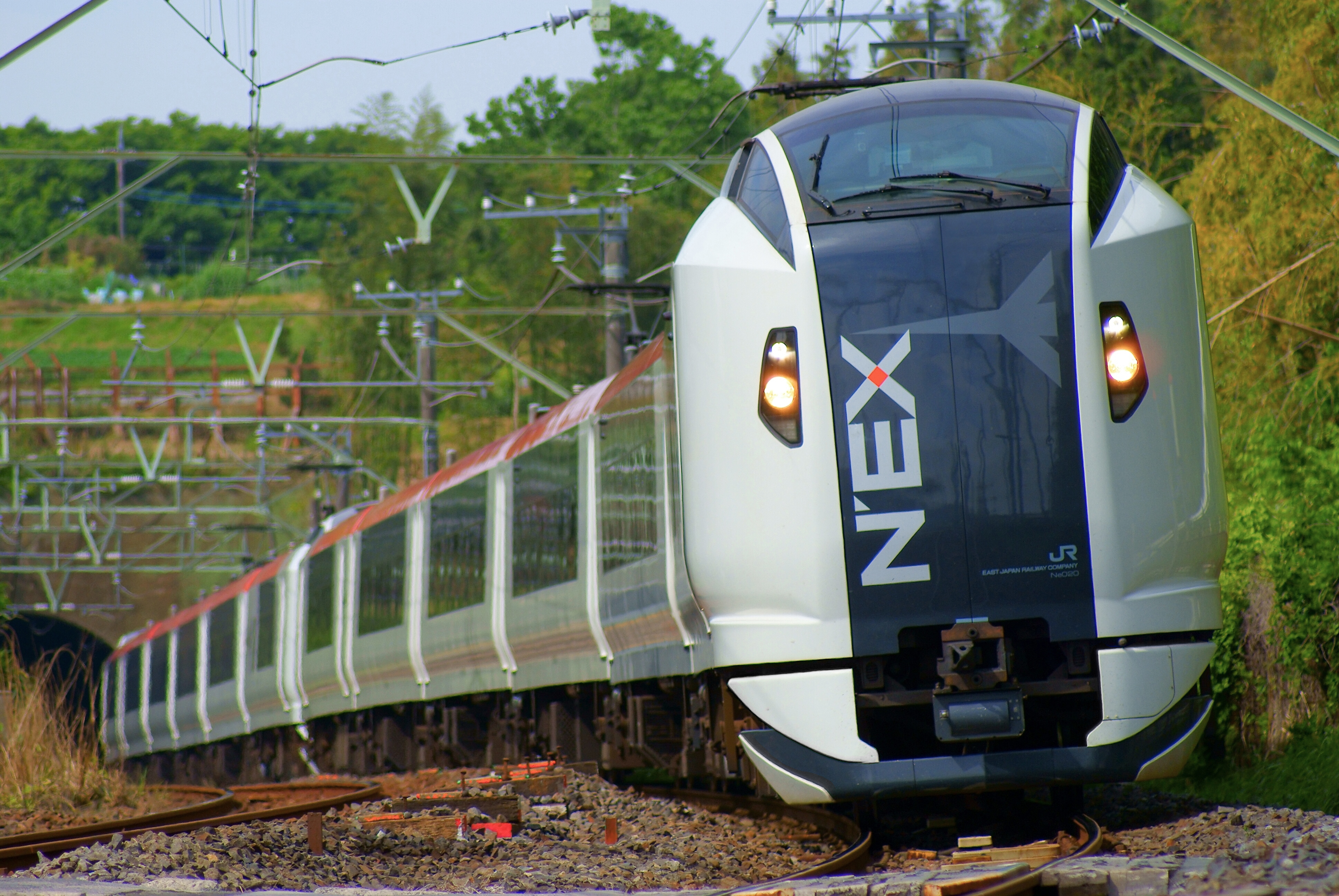
JR東日本E259系電力動車組
日本中央競馬會徽

## 外部連接
- GK設計集團（页面存档备份，存于）